# James Ford (Lost : Les Disparus)
 (juillet 2018).
Pour les articles homonymes, voir James Ford.
James Ford, dit Sawyer est un personnage du feuilleton télévisé Lost : Les Disparus. Il est interprété par l'acteur Josh Holloway.
Il apparaît tout d'abord comme un personnage antipathique, manipulateur et calculateur. Pour lui, l'île est une jungle où chacun doit veiller à sa propre survie. Il prend dans les valises des victimes du crash divers objets qui lui permettront ensuite de marchander auprès des autres personnages pour obtenir ce qu'il souhaite. Lorsqu'une action malveillante est constatée, c'est toujours vers lui que se portent les soupçons des autres personnages. Son passé, comme celui des autres, révélera les raisons de son attitude. Au fil de la série, il se rapprochera des autres rescapés et liera de grandes amitiés avec certains d'entre eux, notamment avec Hurley et Jin. Il s'impose, à l'instar de Jack, comme un leader et montrera une réelle empathie envers ses compagnons d'infortune, réagissant violemment quand on s'en prend à l'un d'eux.

## Biographie fictive

### Avant le crash
James Ford est né en 1968 à Jasper, en Alabama. Quand James avait huit ans, à Knoxville, dans le Tennessee, ses parents ont été arnaqués par un homme sous le pseudonyme de « Tom Sawyer », de ce fait, son père s'est tué après avoir tué sa mère sous ses yeux. Le jour des funérailles, Jacob exprime ses condoléances à Sawyer, tandis que ce dernier écrit une lettre à l'escroc responsable de la mort de ses parents. James promet de venger la mort de ses parents, en recherchant le Sawyer original, mais se trouve en difficulté financière et adopte la profession et l'alias de l'homme responsable de la mort de ses parents. Il utilise son physique et son charme pour séduire les femmes et par la suite briser des familles après leur avoir volé leur argent, tout comme l'homme qu'il chasse. Cependant, un jour, lorsqu'il voit l'enfant du couple arnaqué, il abandonne l'affaire afin d'épargner à l'enfant le même supplice qu'il a vécu.
À une autre occasion, Sawyer réalise une arnaque sur une longue durée sur une femme divorcée nommée Cassidy, moins crédule que ses victimes habituelles. Il met en place le contexte habituel en déversent une mallette de billets de banque sur le sol qu'elle n'est soi-disant pas censée voir, mais cette fois, avec des billets contrefaits. Cassidy réalise qu'il s'agit d'une arnaque mais lui dit qu'elle n'a pas reçu d'argent après son divorce. Elle lui demande qu'il lui apprenne ses arnaques et par la suite, lui demande de réaliser une grosse arnaque en lui révélant qu'elle a bien reçu 600 000 dollars de son ex-mari. Il fait alors semblant de mettre en place l'arnaque mais prévoit tout simplement de prendre l'argent, Sawyer ayant été menacé de mort par un homme à qui il doit de l'argent, malgré les sentiments qu'il a pour Cassidy. Il raconte alors à Cassidy qu'un homme l'attend dans une voiture à l'extérieur et qu'il s'agissait d'une arnaque. Il enfourne l'argent dans un sac et lui dit de partir avec. Quand elle s'en va, il prend l'argent réel (lui ayant donné de faux billets de banque) et retourne à la voiture, qui était en fait vide.
Cassidy porte plainte contre Sawyer et ce dernier est envoyé en prison. Cassidy lui rend visite et l'informe qu'ils ont une fille, Clémentine. En prison, Sawyer arnaque un prisonnier en lui faisant révéler où se cache l'argent qu'il a volé et en conséquence, la peine de Sawyer est écourtée et l'argent qu'il reçoit est déposée sur un compte bancaire anonyme pour Clémentine à sa demande. Plus tard, un de ses partenaires l'informe du lieu où le Sawyer original se trouve. Sawyer se rend en Australie pour tuer l'homme mais avant qu'il ne meure, Sawyer se rend compte qu'il s'est fait avoir, l'homme en question devait en fait de l'argent à son partenaire. Sawyer est ensuite impliqué dans une bagarre dans un bar où il agresse un homme politique australien chef du Parti national. En conséquence, Sawyer est expulsé d'Australie et repart à bord du vol Oceanic 815 qui s'écrasera sur une île du Pacifique avant d'atteindre Los Angeles.

### Après le crash

#### Jours 1 à 44
Après le crash sur l'île, Sawyer entre très vite en conflit avec les autres survivants sur l'île . Il accuse d'abord Sayid d'être le terroriste qui a causé l'accident. Par la suite, Sawyer recherche dans l'épave de l'avion tout ce qu'il peut trouver pour le garder pour lui-même, contraignant les autres survivants à négocier avec lui des articles. Plus tard, lorsque Shannon a des crises d'asthme, Sawyer est immédiatement soupçonné de posséder les inhalateurs. Après avoir été interrogé par Sayid, il dit à Kate qu'il ne les a pas, provoquant la colère de Sayid qui le poignarde dans le bras. Kate lui conseille alors de changer ses habitudes en coopérant davantage avec les survivants, ce qu'il accepte à contrecœur. Quelques jours plus tard, Sawyer est confronté de nouveau à Kate au sujet de la mallette du marshall, découverte dans un lac, que Jack parviendra finalement à reprendre en échange de soins pour sa blessure. Par la suite, après avoir appris que Michael souhaitait quitter l'île en construisant un radeau, Sawyer obtient une place à bord en échanges de matériaux pour sa construction. Toutefois, après que Walt a mis le feu au radeau, Sawyer et Michael suspectent Jin et s'en prennent à lui devant les autres survivants jusqu'à l'intervention de Sun. Jack prescrit ensuite à Sawyer des lunettes après que ce dernier a des maux de tête. Quelques jours plus tard, le deuxième radeau met les voiles et Sawyer quitte l'île avec Michael, Walt et Jin. Cependant, la nuit tombée, ils rencontrent un petit bateau avec à son bord des « Autres » qui enlèvent Walt. Sawyer est alors blessé à l'épaule en tentant de les en empêcher, et les « Autres » détruisent leur radeau.

#### Jours 44 à 67
Sawyer et Michael sont échoués en mer avec l'épave du radeau. Sawyer enlève la balle qu'il a dans l'épaule avant d'atteindre enfin l'île, où ils retrouvent Jin et les survivants de la queue de l'avion. Après que ces derniers les ont soupçonné d'être des « Autres », ils sont libérés et conduisent les survivants à leur campement. Pendant le voyage, Sawyer se dispute constamment avec le leader des survivants de la queue, Ana Lucia, jusqu'à ce que sa blessure l'empêche de continuer à marcher. Il est alors transporté dans un civière puis porté par Eko dans le bunker. Il est pris en charge par la fille qu'il aime Kate qui veille sur lui.Il confie à Jack durant son sommeil qui "love her" (qui l'aime Kate). Lorsqu'il reprend connaissance, Sawyer doit régulièrement demander à Jack de changer son pansement. Plus tard, Sawyer délivre Jack et Locke de l'armurerie, après que Michael les a enfermé pour sauver Walt seul. Sawyer accepte de se joindre à eux à sa poursuite mais ils rencontrent les « Autres » et sont contraints de leur remettre leurs armes à feu et de rentrer. 
Peu après, Sawyer met en place une arnaque, avec l'aide de Charlie, afin de récupérer les armes à feu et les médicaments, en attaquant Sun lors d'une fausse tentative d'enlèvement. Plus tard, alors qu'il joue au poker avec Jack, il mise après plusieurs parties perdues le stock de médicaments qu'il perd. Leur rivalité se renforce. Plus tard, Ana Lucia lui demande une arme à feu mais il refuse. Elle le séduit alors, et lui vole son propre fusil. En découvrant cela, Sawyer, accompagné de Jack, Locke et Kate se rendent à la trappe où ils découvrent Michael blessé, Libby mortellement blessée et Ana Lucia déjà morte. Pris par les remords, il rend toutes les armes et de la drogue pour euthanasier Libby. Michael demande alors à Sawyer s'il veut aller avec lui au camp des « Autres », ce qu'il accepte. Après l'enterrement d'Ana Lucia et Libby, Sawyer se joint à Michael, Jack, Kate et Hurley mais ils sont pris en embuscade par les « Autres », puis ligotés et conduits à une jetée. Tandis que Michael (en compagnie de Walt) quitte l'île, Hurley est libéré, et Sawyer est enlevé par les « Autres » avec Jack et Kate.

#### Jours 68 à 91
Sawyer se réveille emprisonné dans une cage, à l'origine conçue pour des ours polaires. Avec Kate, ils sont forcés d'extraire et de transporter des roches pour les « Autres ». Plus tard, Sawyer et Kate concoctent un plan d'évasion, mais les « Autres » opèrent Sawyer, et lui font croire qu'ils lui ont implanté un stimulateur cardiaque qui le tuera si sa fréquence cardiaque dépasse 140 battements par minute. Il lui est dit ensuite que s'il ne coopère pas, Kate aura également un stimulateur cardiaque. Pour cette raison, Sawyer refuse de fuir avec Kate quand il en a l'occasion. Ben lui révèle plus tard qu'il n'a pas de stimulateur cardiaque, mais qu'ils se trouvent sur une petite île, l'île de l'Hydre, et qu'il n'a nulle part où fuir. Kate propose à nouveau à Sawyer de fuir mais Sawyer refuse encore, et Kate reste dans la cage de Sawyer et font l'amour et passent la nuit ensemble. Dès cet instant ils sont en couple mais de manière on/off. Sawyer et Kate parviennent alors à s'échapper en canot avec l'aide d'Alex Rousseau. De retour sur l'île principale, Sawyer refuse de repartir délivrer Jack. Au camp, Sawyer aide Hurley lorsque ce dernier découvre une camionnette du Projet Dharma abandonnée dans la jungle et développe avec lui une amitié.Après avoir fait l'amour et discuté avec L'Amour de sa Vie, Kate Austen, Locke souhaite discuter avec Sawyer. Locke emmène Sawyer au Rocher Noir et l'enferme dans une pièce avec un homme ligoté et bâillonné. Cet homme se révèle être Anthony Cooper, l'escroc responsable de la mort de ses parents, et Sawyer l'étrangle. Locke lui révèle ensuite que Juliet travaille toujours pour les « Autres ». Lorsque Sawyer l'annonce au reste du groupe, Jack révèle qu'elle travaille comme agent double, et a un plan pour contre-attaquer les « Autres » qui s'apprêtent à venir enlever les femmes enceintes. Alors que Sawyer, Juliet et Hurley se dirigent à la tour radio avec les autres survivants, ils décident de retourner au camp où sont restés Sayid, Jin et Bernard qui, après avoir tués sept des dix « Autres », se sont fait capturer. Après que Hurley et Sayid ont tué deux des « Autres », Sawyer tue le dernier, Tom, bien qu'il s'était rendu, car ce dernier avait enlevé Walt sur le radeau.

#### Jours 91 à 100
Lorsque Desmond revient sur la plage, il annonce la mort de Charlie et communique son dernier message : « Pas le bateau de Penny ». Plus tard, le groupe de survivants se divisent alors en deux, et Sawyer choisit de se rendre aux baraquements avec Locke et son groupe, pensant que les intentions de l'équipage du cargo sont mauvaises. Plus tard, un groupe de mercenaires arrive aux baraquements pour capturer Ben. Ben, Locke, Hurley et Aaron se réfugient dans la maison de Ben et barricadent la porte tandis que Sawyer risque sa vie pour sauver Claire des décombres de sa maison détruite par les mercenaires. Il trouve Claire vivante et ils retournent à la maison de Ben. Après que Keamy a tué Alex et que Ben a fait fuir les mercenaires en faisant venir le « monstre de fumée », Sawyer décide de retourner sur la plage. Claire, Aaron et Miles viennent avec lui. Cependant, une nuit, Claire les quitte et la matin suivant, Miles déclare que Claire est partie dans la jungle au milieu de la nuit avec quelqu'un qu'elle appelait « papa ». Ils retrouvent par la suite Jack et Kate près de la plage, Sawyer confie Aaron à Kate, et il retourne dans la jungle avec Jack où ils trouvent Lapidus menotté à son hélicoptère. Ce dernier révèle alors que les mercenaires se dirigent vers Ben mais Hurley étant avec Ben, Sawyer et Jack partent le sauver. Jack et Sawyer finissent par trouver Hurley et Locke à la station « L'Orchidée ». Sawyer, Jack et Hurley retrouvent ensuite Kate, Sayid et Lapidus à l'hélicoptère. En route vers le cargo, Lapidus indique que l'hélicoptère perd trop rapidement de carburant à cause d'une balle ayant percé le réservoir. Lorsque tous les objets inutiles ont été jetés pour alléger la charge, Lapidus déclare que ce ne sera pas suffisant. Après avoir embrassé Kate, James saute de l'hélicoptère pour donner aux autres une chance de s'échapper. James nage vers l'île et retrouve Juliet avec qui il boit du rhum lorsque le cargo part en fumée.

#### Années 1970
Après un « flash » étrange, les survivants restant sur la plage se déplacent aléatoirement dans le temps. Cependant, à la suite d'une attaque de flèches enflammées, de nombreux survivants meurent et Sawyer, Juliet et Locke se retrouvent en 1954 où ils retrouvent Richard Alpert et les « Autres ». Après un autre flash, ils retrouvent Miles, Charlotte et Daniel mais Charlotte est atteinte de saignements de nez et s'effondre. Après d'autres flashs, ils sont rejoints par Jin et se dirigent à « L'Orchidée » mais leurs saignements de nez et leurs maux de tête s'aggravent. Locke finit par arrêter les flashs et les effets secondaires en déplaçant l'île. Sawyer, Juliet, Miles, Jin et Daniel parviennent ensuite à intégrer le Projet Dharma en 1974 après avoir sauvé Amy de deux « Autres » et après avoir refusé de retourner sur le continent en sous-marin. Trois ans plus tard, en 1977, Sawyer se fait appeler « LaFleur » et vit toujours sur l'île aux baraquements. Un matin, il apprend par Jin le retour de Jack, Kate, et Hurley mais parvient à les faire également intégrer au Projet Dharma. Plus tard, Sayid, qui a également voyagé dans le temps, est pris pour un hostile (les « Autres ») et il est enfermé dans une cellule aux baraquements et refuse l'aide de Sawyer pour s'enfuir. Il s'échappe quelques jours plus tard avec l'aide de Ben, âgé de onze ans, mais il lui tire dessus. Sawyer et Kate amènent alors l'enfant aux hostiles pour qu'ils le sauvent. Phil découvre cependant la cassette de surveillance et demande des explications à Sawyer. Sawyer l'assomme alors et le maintient ligoté et bâillonné dans le placard. 
Retour en 2007
Sawyer et Miles sont capturés par les « Autres » et emmenés au temple. L'homme en noir apparaît ensuite sous la forme de Locke. James n'est pas entièrement surpris et le suspecte de ne pas être Locke, à en juger par la façon dont il parle. L'homme en noir le persuade de le suivre pour répondre à la question la plus importante de toutes : « Pourquoi Sawyer est sur l'île ? ». L'homme en noir l'emmène dans une grotte située dans une falaise et lui montre les numéros 4, 8, 15, 16, 23 et 42 qui correspondent chacun, respectivement, aux nom de famille Locke, Reyes, Ford, Jarrah, Shephard et Kwon. Il l'informe que Jacob a manipulé ces personnes à différentes étapes de leur vie pour les faire apparaître sur l'île. Sawyer fait partie des candidats pour reprendre le rôle de Jacob. L'homme en noir lui donne alors trois choix : ne rien faire, devenir le leader de l'île, ou quitter l'île avec lui. Sawyer choisit le troisième choix. Il suit l'homme en noir au camp de Claire où il retrouve également Jin. L'homme en noir l'envoie ensuite sur l'ile de l'Hydre pour chercher des survivants du vol Ajira 316. Là-bas, il tombe sur les hommes de Widmore qui l'escortent jusqu'à leur chef. Il passe alors un accord avec Widmore selon lequel il piègera l'homme en noir en échange de son départ de l'île. Il retourne sur l'île principale et parle à l'homme en noir du marché qu'il a fait, en déclarant qu'il lui est fidèle. Toutefois, il révèle plus tard à Kate que c'est dans le but de tous les deux les distraire pour s'échapper avec le sous-marin. Par la suite, Sawyer, Hurley, Kate, Jack, Sun, Frank et Claire se dirigent vers l'île de l'Hydre en bateau mais Jack décide en cours de route de regagner l'île principale à la nage. Sur l'île de l'Hydre, Sun retrouve Jin mais ils sont ensuite tous enfermés dans les cages à ours du Projet Dharma pour « leur propre bien » par les hommes de Widmore. Le lendemain, ils sont délivrés par Jack et l'homme en noir. Lorsqu'une fusillade a lieu entre l'homme en noir et les hommes de Widmore, Sawyer, Jack, Kate, Hurley, Sun, Jin, Sayid et Frank en profitent pour prendre le sous-marin en vue de quitter l'île. Cependant, l'homme en noir avait mis une bombe dans le sac de Jack et seuls Sawyer, Jack, Kate, Hurley et Frank survivent. L'esprit de Jacob annonce ensuite à Sawyer, Jack et Hurley qu'il les a choisis comme candidats car ils étaient seuls et avaient autant besoin de l'île que l'île avait besoin d'eux. Jack accepte ensuite de remplacer Jacob pour protéger l'île. Plus tard, après la mort de l'homme en noir, Sawyer et Kate se rendent sur l'île de l'Hydre et quittent l'île avec Claire, Miles, Richard et Frank avec l'avion du vol Ajira 316.

### Réalité alternative
Dans la réalité alternative, en 2004, Sawyer reste passif lorsque Kate s'échappe après l'atterrissage du vol 815 à Los Angeles, bien qu'il soit policier au Los Angeles Police Department. Son passé par rapport à la mort de ses parents causée par Anthony Cooper reste inchangé (comme indiqué lors de son rendez-vous avec Charlotte Lewis), et il est toujours à la poursuite de Cooper pour le tuer. Il avait voyagé en Australie pour le chercher mais avait dit à son partenaire, Miles, qu'il était allé à Palm Springs. Toutefois, Miles découvre la vérité et menace de rompre leur partenariat à moins que Sawyer lui raconte le but de son voyage en Australie. Plus tard, Sawyer raconte tout à Miles dans sa voiture lorsqu'ils ont un accident avec une voiture dont le conducteur s'enfuit. Les deux policiers le poursuivent, et Sawyer découvre qu'il s'agit de Kate.
Sawyer et Miles arrêtent également Sayid, seul suspect dans l'assassinat de Martin Keamy et de ses hommes (affrontement au cours duquel Sun a été blessée). Après que Desmond a renversé Locke avec sa voiture et a attaqué Ben, il se rend à Sawyer. Sayid, Kate et Desmond sont alors transportés à la prison du comté. 
Plus tard, Miles voit Sayid dans le siège passager de la voiture d'Hurley et en informe Sawyer, croyant que Sayid en est après Sun.

## Personnalité
D'un naturel solitaire, il se montre souvent sarcastique, voire virulent, avec les autres rescapés. C'est quelqu'un de très cynique, probablement à cause du traumatisme engendré par la mort de ses parents lorsqu'il était encore enfant. Au début, sa tendance à se montrer égoïste et méchant avec les gens qui l'entourent fait qu'il a du mal à être accepté mais cette situation semble le satisfaire. Il aime être haï, comme si c'était pour lui une manière de s'autodétruire afin de se punir.
Malgré tout, au fil du temps, il gagne la confiance des autres rescapés et se fait une place importante au sein du groupe grâce à la femme dont il est amoureux. Il est toujours là pour aider ses amis lors de situations dangereuses et montre rapidement qu'il a un bon fond, ce qui lui permet d'être vite apprécié par son groupe, même s'il s'efforce de garder ses distances. 
James Ford est l'un des rares personnages avec Benjamin Linus qu'on voit lire à plusieurs reprises. Il a donc un profond intérêt pour la lecture. Il fait aussi de nombreuses références à la pop culture et à la culture geek lorsqu'il affuble les personnages de surnoms (Chewbacca en parlant de Jin, Jabba pour Hurley, etc.).